# لوگان شمالی (یوتا)
لوگان شمالی (به انگلیسی: North Logan) شهری در ایالت یوتا کشور ایالات متحده آمریکا است که جمعیت آن در سرشماری سال ۲۰۱۰ میلادی، ۸٬۲۶۹ نفر بوده‌است.